# タリバン政権下のアフガニスタン軍
ターリバーン政権下のアフガニスタン軍は1996年から2001年までのアフガニスタン・イスラム首長国（ターリバーン政権）下のアフガニスタンの国軍である。
また、2021年に首都カーブルを制圧し、ふたたび政権を樹立した後のタリバン政権の「アフガニスタン国軍」としての戦力についても述べる。

## 陸軍

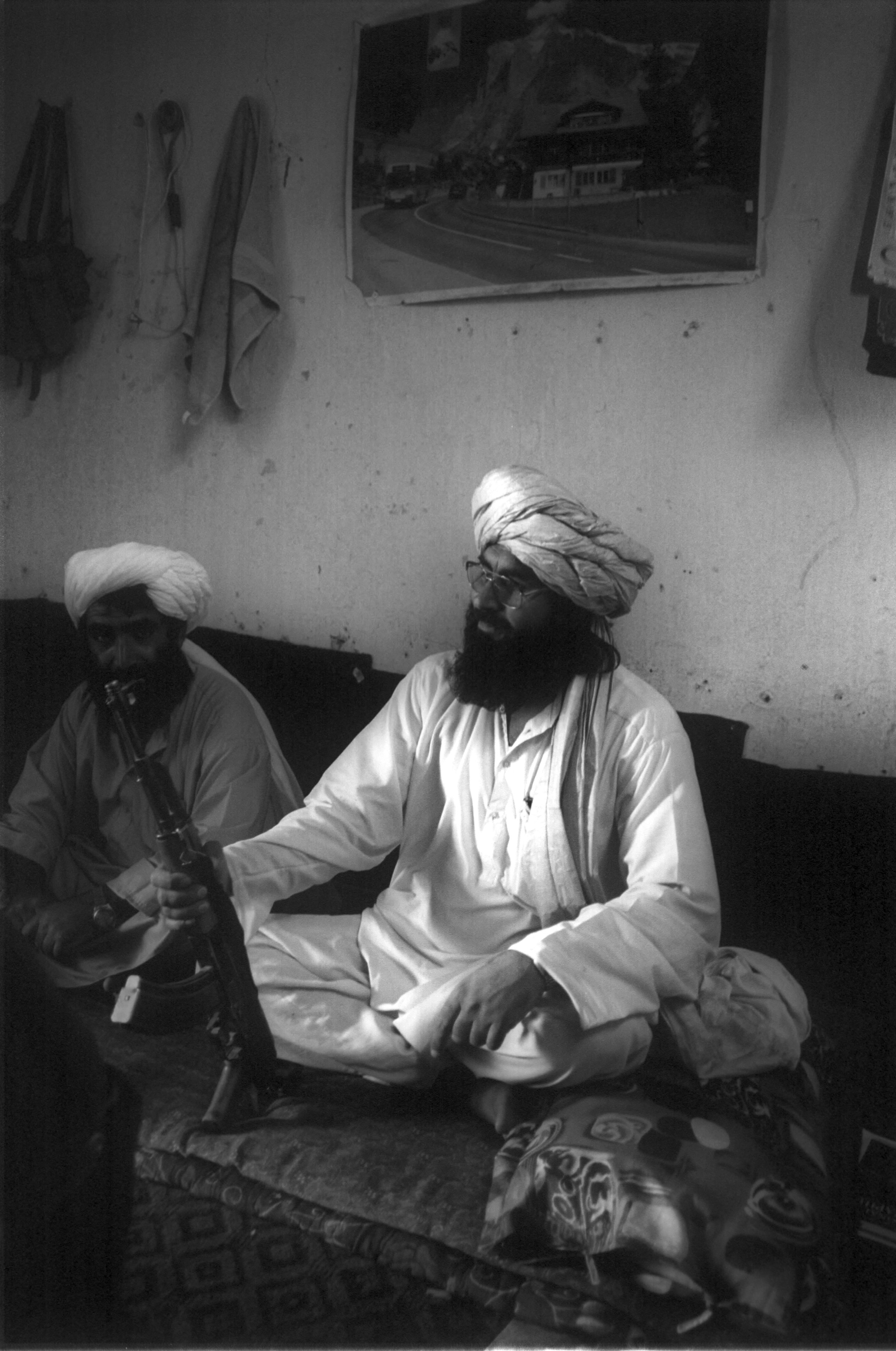
ターリバーンの国境警備隊

タリバーンは400台のT-54 / 55およびT-62戦車と、200台以上の装甲兵員輸送車を維持していた。ターリバーンはまた、独自の軍隊と司令官の訓練を開始した。2001年後半にターリバーン政権が崩壊した後、武将に忠誠を誓う私兵はますます影響力を増した。2001年半ば、アリー・アフマド・ジャラーリーは次のように書いている。
軍隊（国家機関として、組織され、武装し、国家によって指揮されている）は、今日のアフガニスタンには存在しない。ターリバーン主導の「アフガニスタン・イスラム首長国」も、追放されたラバニ大統領が率いる「アフガニスタン・イスラム国」も、国家の政治的正当性や行政の実効性を有しない。彼らが指揮する民兵隊は、忠誠心、政治的関心、専門的スキル、組織の一体性の各レベルにおいてばらばらな武装集団で構成された奇妙な集団である。彼らは好き勝手に、付く側を乗り換えたり、忠誠を誓う相手を変えたり、突然ある集団に参加したり脱退したりする。この国は、個人や集団の暴力を管理できる最高の政治層がないことに苦しんでいる……双方の勢力は、旧体制の軍事組織に準じて各部隊を特定しているが、過去からの組織的または専門的な継続性はほぼない。各部隊は名前だけの存在である……実際に存在するのは、雑多な民兵グループを収容し、その拠点となる各基地のみである。
正確な軍備に関しては不明だったが、ソ連軍撤退後のアフガニスタンには各種の兵器が残され、多くがターリバーンの手に渡ったと考えられていた。しかし戦闘機の稼働率に関しては疑問視されていた。

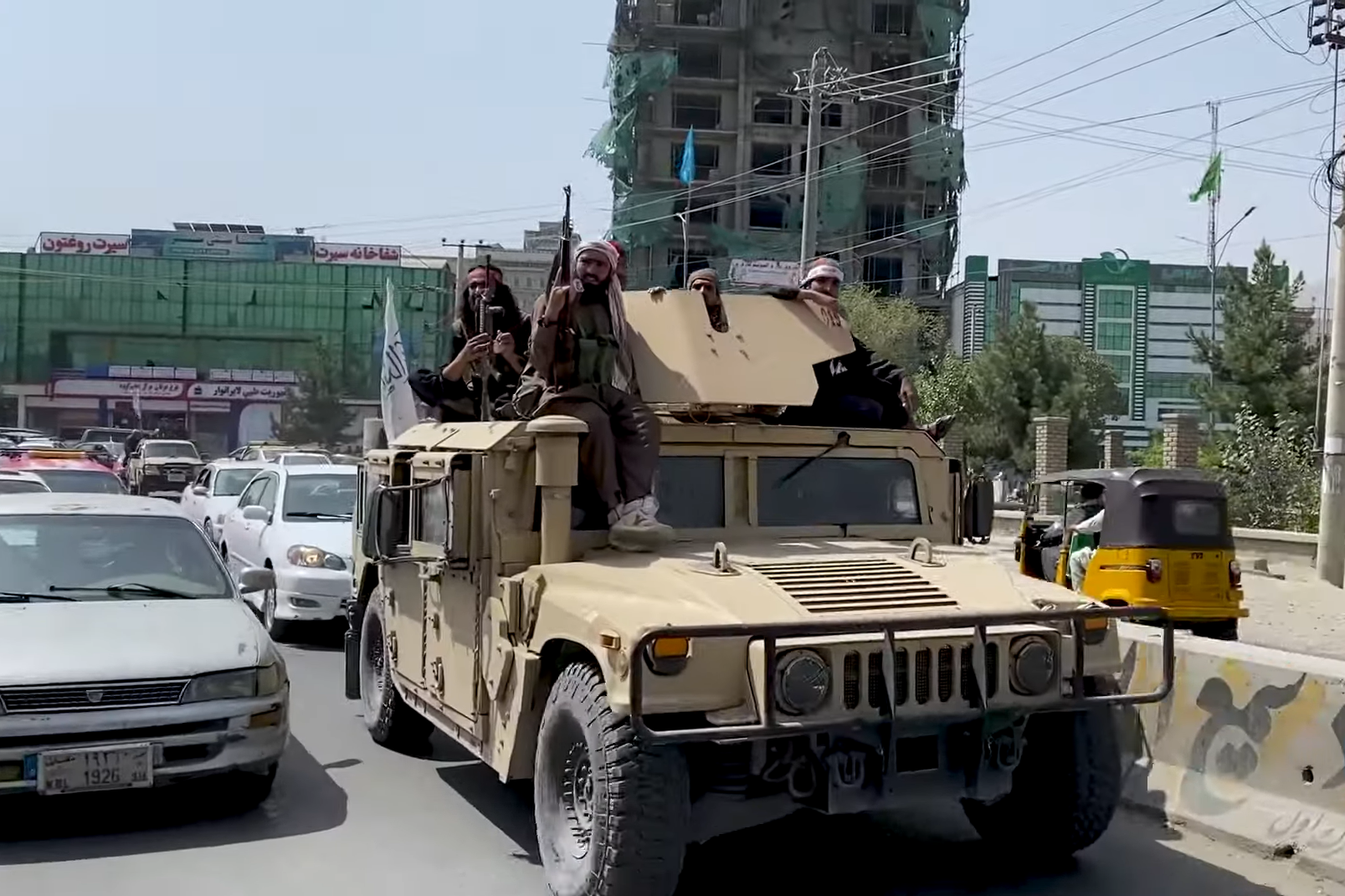
2021年のカーブル陥落後、同市街地を警備するターリバーン兵

その後アメリカのアフガニスタン侵攻によってターリバーン政権が崩壊し、同組織がゲリラ化してからも、同国内に5万8,000人から10万人の戦闘員を有しており、また「同盟国」のアルカーイダも国内に数十から500人の戦闘員を有していた。
2021年8月時点において、同軍は約2,000両の車両を保有している。保有車両には、ハンヴィー、M1117装甲警備車、MRAPおよびL-ATVなどが含まれる。歩兵の装備としては、M4カービン、M16自動小銃、暗視ゴーグル、ボディーアーマー、通信装置および肩撃ち式擲弾発射機などを有している。報道によれば、歩兵が装備しているロシア製のAK-47は、これらのアメリカ製火器によってほぼ全て置き換えられつつあるという。
推定装備は以下の通り。
 陸軍装備
データは1992年以来、詳細不明となっていた。これはその時点でのデータ。
| 画像 | 名称                | 原産国       | 分類             | 保有数       | 兵装・備考 |
| ---- | ------------------- | ------------ | ---------------- | ------------ | ---------- |
|      | T-54                | ソビエト連邦 | 主力戦車         | 計1000両     |            |
|      | T-55                | ソビエト連邦 | 主力戦車         | 計1000両     |            |
|      | T-62                | ソビエト連邦 | 主力戦車         | 計1000両     |            |
|      | PT-76               | ソビエト連邦 | 軽戦車           | 不詳         |            |
|      | BRDM-1              | ソビエト連邦 | 偵察戦闘車       | 不詳         |            |
|      | BRDM-2              | ソビエト連邦 | 偵察戦闘車       | 不詳         |            |
|      | BMP-1               | ソビエト連邦 | 歩兵戦闘車       | 不詳         |            |
|      | BMP-2               | ソビエト連邦 | 歩兵戦闘車       | 不詳         |            |
|      | BTR-40              | ソビエト連邦 | 装甲兵員輸送車   | 計1000両     |            |
|      | BTR-60              | ソビエト連邦 | 装甲兵員輸送車   | 計1000両     |            |
|      | BTR-70              | ソビエト連邦 | 装甲兵員輸送車   | 計1000両     |            |
|      | BTR-80              | ソビエト連邦 | 装甲兵員輸送車   | 計1000両     |            |
|      | BTR-152             | ソビエト連邦 | 装甲兵員輸送車   | 計1000両     |            |
|      | M1938 76mm山砲      | ソビエト連邦 | 榴弾砲           | 不詳         |            |
|      | ZiS-3 76mm野砲      | ソビエト連邦 | 榴弾砲           | 不詳         |            |
|      | D-48 85mm対戦車砲   | ソビエト連邦 | 榴弾砲           | 不詳         |            |
|      | BS-3 100mm野砲      | ソビエト連邦 | 榴弾砲           | 不詳         |            |
|      | M-30 122mm榴弾砲    | ソビエト連邦 | 榴弾砲           | 不詳         |            |
|      | D-30 122mm榴弾砲    | ソビエト連邦 | 榴弾砲           | 不詳         |            |
|      | M-46 130mmカノン砲  | ソビエト連邦 | 榴弾砲           | 不詳         |            |
|      | D-1 152mm榴弾砲     | ソビエト連邦 | 榴弾砲           | 不詳         |            |
|      | D-20 152mm榴弾砲    | ソビエト連邦 | 榴弾砲           | 不詳         |            |
|      | ML-20 152mm榴弾砲   | ソビエト連邦 | 榴弾砲           | 不詳         |            |
|      | BM-21               | ソビエト連邦 | 多連装ロケット砲 | 計125両      |            |
|      | BM-14               | ソビエト連邦 | 多連装ロケット砲 | 計125両      |            |
|      | BM-27               | ソビエト連邦 | 多連装ロケット砲 | 計125両      |            |
|      | 82mm迫撃砲BM-37     | ソビエト連邦 | 迫撃砲           | 不詳         |            |
|      | 120mm迫撃砲PM-43    | ソビエト連邦 | 迫撃砲           | 不詳         |            |
|      | R-17                | ソビエト連邦 | 弾道ミサイル     | 計20から30基 |            |
|      | 9K52                | ソビエト連邦 | 弾道ミサイル     | 計20から30基 |            |
|      | 3M6                 | ソビエト連邦 | 対戦車ミサイル   | 不詳         |            |
|      | 9M14                | ソビエト連邦 | 対戦車ミサイル   | 不詳         |            |
|      | SPG-9               | ソビエト連邦 | 無反動砲         | 不詳         |            |
|      | B-10無反動砲        | ソビエト連邦 | 無反動砲         | 不詳         |            |
|      | ZU-23-2             | ソビエト連邦 | 対空砲           | 不詳         |            |
|      | ZSU-23-4            | ソビエト連邦 | 対空砲           | 不詳         |            |
|      | 61-K 37mm対空砲     | ソビエト連邦 | 対空砲           | 不詳         |            |
|      | S-60 57mm対空機関砲 | ソビエト連邦 | 対空砲           | 不詳         |            |
|      | 52-K 85mm高射砲     | ソビエト連邦 | 対空砲           | 不詳         |            |
|      | KS-19 100mm高射砲   | ソビエト連邦 | 対空砲           | 不詳         |            |
|      | 9K32                | ソビエト連邦 | 地対空ミサイル   | 不詳         |            |
|      | 9K35                | ソビエト連邦 | 地対空ミサイル   | 不詳         |            |

## 空軍
タリバンは解散したアフガン空軍を牛耳り、5機のMIG-21MF戦闘機と10機のSu-22戦闘爆撃機を保有していた。加えて、8機のMi-8と5機のMi-35ヘリコプター、5機のL-39C、6機のAn-12、25機のAn-26、12機のAn-24もしくはAn-32、1機のIL-18なども保有した。
ほとんどの機体のラウンデルは旧軍のラウンデルを落としたものにターリバーンの緑のペイントを施したものだった。その後、空軍は活躍することはなくアメリカの爆撃によりすべての機体が破壊された。
現在、ターリバーンはアメリカに養成されたパイロットの一部を組織に引き入れている。これらにより、当初は鹵獲後も使用不可能とされていたUH-60 ブラックホークが飛行する姿が確認されている。
推定装備は以下の通り。
 空軍装備
ターリバーンが保有していたもの。
| 画像 | 名称   | 原産国           | 分類             | 保有数   | 兵装・備考 |
| ---- | ------ | ---------------- | ---------------- | -------- | ---------- |
|      | MiG-21 | ソビエト連邦     | 戦闘機           | 計約20機 |            |
|      | Su-22  | ソビエト連邦     | 戦闘機           | 計約20機 |            |
|      | L-39   | チェコスロバキア | 戦闘機           | 5機強    |            |
|      | An-24  | ソビエト連邦     | 輸送機           | 若干機   |            |
|      | Mi-8   | ソビエト連邦     | 汎用ヘリコプター | 不詳     |            |
|      | Mi-17  | ソビエト連邦     | 汎用ヘリコプター | 不詳     |            |
|      | Mi-24  | ソビエト連邦     | 攻撃ヘリコプター | 不詳     |            |

## 徴兵
戦闘員地位審査法廷でのグアンタナモ収容者の証言によると、ターリバーンは、兵士として働くように男性を徴兵することに加えて、公務員を配置するために男性を徴兵した。

### 外国人の誘拐
ターリバーン政権が崩壊する前に、ターリバーンは徴兵制を広く利用し、グアンタナモ収容者の何人かによれば、誘拐と事実上の奴隷制を行った。

### 子供の徴兵
オックスフォード大学の報告によると、ターリバーンは1997年、1998年、1999年に徴兵制を広く利用した。タリバーン政権に先立つ内戦中、数千人の孤児が「雇用、食糧、 避難所、保護および経済的機会。」 報告書は、その初期の期間中、ターリバーンは「長い間若者のコホートに依存していた」と述べた。 目撃者は、土地を所有する各家族が1人の若者と500ドルの費用を提供しなければならなかったと述べた。 その年の8月、15歳から35歳までの5000人の学生がパキスタンのマドラサを離れてターリバーンに加わった。